# Lliga de Comores de futbol
La Lliga de Comores de futbol (Comoros Premier League) és la màxima competició futbolística de Comores. Data de l'any 1979.

## Format
El campionat és disputat en dues fases. La primera està formada pels campionats regionals de Grande Comore, Anjouan i Mohéli. Els campions de cada illa disputen una fase final per determinar el campió de Comores.

## Principals estadis
| Estadi                    | Capacitat |
| ------------------------- | --------- |
| Stade De Moroni           | 4.500     |
| Stade Said Mohamed Cheikh | 2.000     |

## Historial
Font:
- 1979-80:  Coin Nord (1)
- 1980-83: desconegut
- 1983-84: desconegut
- 1984-85: desconegut
- 1985-86:  Coin Nord (2)
- 1986-89: desconegut
- 1989-90:  Coin Nord (3)
- 1990-91:  Étoile du Sud (1)
- 1991-92:  Étoile du Sud (2)
- 1992-93:  US de Zilimadjou (1)
- 1993-94: desconegut
- 1994-95:  Élan Club (1)
- 1995-96:  Élan Club (2)
- 1996-97: desconegut
- 1997-98:  US de Zilimadjou (2)
- 1998-99:  Volcan Club (1)
- 1999-00: desconegut
- 2000-01:  Coin Nord (4)
- 2001-02:  Fomboni FC (1)
- 2002-03: desconegut
- 2003-04:  Élan Club (3)
- 2005:  Coin Nord (5)
- 2006:  AJS Mutsamudu (1)
- 2007:  Coin Nord (6)
- 2008:  Etoile d'Or (1)
- 2009:  Apache Club (1)
- 2010:  Élan Club (4)
- 2011:  Coin Nord (7)
- 2012:  Djabal Club (1)
- 2013:  Komorozine de Domoni (1)
- 2014:  Fomboni FC (2)
- 2015:  Volcan Club (2)
- 2016:  Ngaya Club (1)
- 2017:  Ngaya Club (2)
- 2018:  Volcan Club (3)
- 2019:  Fomboni FC (2)
- 2019-20:  US de Zilimadjou (3)
- 2020-21:  US de Zilimadjou (4)
- 2021-22:  Volcan Club (4)
- 2022-23:  Djabal Club (2)
- 2023-24:  US de Zilimadjou (5)